# Луценко, Ирина Степановна
Ирина Степановна Луценко (укр. Ірина Степанівна Луценко; род. 7 февраля 1966, Дубно, Ровненская область, УССР, СССР) — украинский политический деятель, депутат Верховной Рады Украины VII, VIII и IX созывов. Представитель Президента Украины в Верховной Раде Украины с 3 апреля 2017 по 17 мая 2019 года.

## Биография
Родилась 7 февраля 1966 года в городе Дубно Ровненской области. В 1988 году окончила Львовский политехнический институт по специальности «Прикладная математика». В 1996 году окончила Украинскую государственную академию водного хозяйства, специальный факультет по специальности «Учёт и аудит».
В 1988—1991 годах — инженер-программист АСУ СКТБ ВСНП «Союзучприбор». В 1991—1994 годах — ведущий специалист управления экономики Ровенского облисполкома. В 1994—1998 годах — заместитель начальника отдела Ровенского территориального управления Антимонопольного комитета Украины.
В 1998—2004 годах — начальник отдела Киевского областного территориального отделения Антимонопольного комитета Украины. В 2004—2005 годах — начальник отдела Главного офиса НАСК «Оранта». В 2005—2008 годах — финансовый директор ООО «Украинские новейшие телекоммуникации».
В 2008—2012 годах — директор ООО «Бизнес центр „Лотос“». В 2008—2009 годах — административный директор ООО «Украинские новейшие телекоммуникации» (по совместительству). В 2009—2012 годах — коммерческий директор ООО «Украинские новейшие телекоммуникации» (по совместительству).
С 12 декабря 2012 по 27 ноября 2014 года — депутат Верховной Рады Украины VII созыва от партии Всеукраинское объединение «Батькивщина», № 18 в списке. Заместитель председателя Комитета, председатель подкомитета по вопросам гендерного равенства Комитета Верховной Рады Украины по вопросам прав человека, национальных меньшинств и межнациональных отношений.
С 27 января 2015 по 29 августа 2019 года — депутат Верховной Рады Украины VIII созыва от партии «Блок Петра Порошенко».
3 апреля 2017 года назначена Представителем Президента Украины в Верховной Раде Украины.
Участвовала в досрочных парламентских выборах 2019 года от партии «Европейская солидарность» (15 место в партийном списке).

## Доходы
Согласно данным электронной декларации, в 2016 году у Ирины Луценко располагалось на банковских счетах 842 тыс. гривен, 2 тыс. долларов и 1,2 тыс. евро («Укрэксимбанк»), а также 1,6 млн гривен в банке «Столичный». У депутата также имелось 195 тыс. гривен, 60 тыс. евро и 300 тыс. долларов наличными. 10 мая 2017 года Луценко приобрела за 2,43 млн гривен (92 тыс. долларов) автомобиль Mercedes-Benz GLS 350D.

## Семья
Муж — Юрий Луценко, с которым она познакомилась ещё во время учёбы во Львовском политехническом институте.
Сыновья — Александр (1989) и Виталий (1999).